# 平和秀
平 和秀（たいら かずひで）は、日本の編集者。
1989年、ぴあ株式会社入社、「Weeklyぴあ」、「CanDo!ぴあ」編集部に在籍。2001年、株式会社アクセス・パブリッシング設立と共に入社。「東京カレンダー」ダイニング担当デスクに。2004年から東京カレンダーMOOKS「東京情緒食堂」編集長を兼任。2007年「東京カレンダー」編集長に就任。以降、株式会社TMエボルーションを設立。雑誌、書籍、企業広報誌、会報誌、社内報、公式Webサイトなどの制作、映像制作、イベント運営などを行う
| スタブアイコン | サブスタブ | この項目は、まだ閲覧者の調べものの参照としては役立たない、人物に関連した書きかけの項目です。この項目を加筆・訂正などしてくださる協力者を求めています（P:人物伝/PJ:人物伝）。 |